# Christian Ingrao
Christian Ingrao, född 13 juni 1970 i Clermont-Ferrand, är en belgisk historiker. Han är sedan 2008 direktor för Institut d’Histoire du Temps Present vid Centre national de la recherche scientifique i Paris.